# Hold Me Tight
«Hold Me Tight» es una canción de la banda británica The Beatles de su álbum de 1963 With the Beatles. Se grabó por primera vez durante las sesiones de Please Please Me, pero no fue incluida, y fue regrabada para su segundo álbum.

## Historia
«Hold Me Tight» fue compuesta principalmente por Paul McCartney en 1961, y fue parte de las actuaciones en vivo de The Beatles hasta 1963.
Tanto McCartney como John Lennon, en un momento u otro, compartían su disgusto por la canción, y en una entrevista en la década de 1980 con Mark Lewisohn en el libro The Beatles Recording Sessions, McCartney dijo, «No me puedo acordar mucho sobre esta canción. Algunas eran tan sólo canciones de 'trabajo', y no sueles guardar después muchos recuerdos sobre ellas. Esta es una de aquellas canciones». En Paul McCartney: Many Years From Now, de Barry Miles, el compositor la considera «un intento fallido de haber hecho de ella un sencillo, que luego se convirtió en una canción de relleno aceptable». Lennon diría en 1980: «Esta fue una de Paul... era una canción bastante pobre sobre la que nunca tuve mucho interés». 
En su libro The Beatles: An Illustrated Record, Roy Carr y Tony Tyler calificaron al tema como el más pobre del álbum, diciendo que este «falla porque el concepto que tenía McCartney sobre la canción estaba obviamente un tanto errada».
Sin embargo, Ian MacDonald la rescata en su libro Revolution in the Head, en el que escribe: «Reprodúcela a mucho volumen con el bajo potenciado, y ya tienes una irresistible canción roquera que hace recordar totalmente al sonido que tenía la banda en directo».
McCartney escribió una canción diferente llamada «Hold Me Tight» para un medley incluido en su álbum en solitario de 1973 Red Rose Speedway.

## Personal
- Paul McCartney - voz, bajo (Höfner 500/1 61´), palmas.
- John Lennon - acompañamiento vocal, guitarra rítmica (Rickenbacker 325c58), palmas.
- George Harrison - acompañamiento vocal, guitarra líder (Gretsch Country Gentleman), guitarra eléctrica (Gretsch Duo Jet), palmas.
- Ringo Starr - batería (Ludwig Downbeat), palmas.
- George Martin - productor
- Norman Smith - ingeniero